# 영국의 준자치구
준자치구 (Urban district)는 영국의 잉글랜드 웨일스와 북아일랜드, 아일랜드 공화국에서 사용됐던 옛 행정 구역이다. 도시구란 말 그대로 도시화된 지역을 관할하는 구역과 지방 정부를 의미한다. 준자치구에는 '준자치구의회' (Urban district council, 줄여서 UDC)가 있으며 주의회와 함께 준자치구의 행정을 맡는다.

## 잉글랜드와 웨일스
영국의 잉글랜드 웨일스 지역에서 준자치구와 지방자치구가 도입된 것은 1894년으로, 지방 정부법에 따라 행정주의 산하 행정구역으로 설치됐다.
준자치구는 도시와 지방 위생구 (구빈구 연합에 기반한 행정구역)을 대체한 것으로서, 그 기능은 준자치구의회가 이어받았다. 준자치구의회는 여기서 더 나아가 지역현안들까지 책임지게 되었는데 이를테면 공원, 묘지, 지역계획 등이 해당되었다. 준자치구는 하나의 지방 행정구를 이루는 것이 보통이었던 반면 지방자치구는 여러 개의 지방 행정구를 담고 있는 경우가 많았다. 때문에 준자치구가 지방자치구에 비해 더 많은 예산과 권한을 갖고 있었다.
일반적으로 도시구는 작은 마을이나 도시를 관할했으며 인구로 따지면 도시구 하나당 3만 명 이하의 규모였다. 첫 도입 당시에는 1,013개가 있었고 이후 1929년 지방 정부법에 따라 206개를 없앴다. 대부분 그 주변의 지방구와 병합됐기 때문에 도시구라는 이름을 달고 있음에도 농촌 지역이 들어가는 경우가 흔했다. 큰 마을의 경우에는 준자치구보다 살짝 더 높은 지위인 자치 도시 (municipal borough, 1835년 도시개혁법으로 신설)가 되었으며, 시장 임명을 할 수 있는 권리가 부여되었다.
1974년에는 1972년 지방정부법 시행으로 잉글랜드와 웨일스의 모든 준자치구가 일제히 폐지되었으며, 이보다 더 큰 구의 형태로 행정구역이 개편되었다. 하나의 구에는 준자치구와 지방자치구가 모두 들어간 경우가 많았다. 이전에 준자치구에 속했던 마을은 교구회가 행정을 맡게 되었다. 웨일스의 경우에는 준자치구와 지방자치구가 지역공동체로 묶이게 되었다.

## 아일랜드
아일랜드에서는 1898년 1898년 아일랜드 지역정부법 시행으로 1878년에 만들어진 도시위생구와 더블린 시 교외에 인접한 마을을 대상으로 준자치구가 설치되었다. 아일랜드의 준자치구는 마을위원회가 설치된 마을보다는 지위가 높았지만 1840년 아일랜드 지방자치단체법 이후로 신설된 자치 도시보다는 낮았다. 첫 설치 이후 수십 년간은 이들 세 행정구역 범주에 따라 일부 지역이 승격되거나 격하되는 변화를 겪었다.
1920년부터 1922년까지 진행된 아일랜드 분리 과정 이후 준자치구는 아일랜드 자유주 (지금의 아일랜드)와 북아일랜드에서 전부 그대로 남았다. 북아일랜드의 지방자치구와 준자치구는 1973년에 폐지되고 통합구 체계로 대신하였다. 아일랜드 공화국의 지방자치구는 1925년부터 1930년까지 순차적으로 폐지되었으나 준자치구는 계속 유지하되, 2001년 지방정부법 발효로 간단하게 '마을' (towns)로 바꿔 부르고 있는 상황이다.